# 24 (hatodik évad)
A 24 hatodik évadában Amerika nem tárgyal terroristákkal. Jack sem teszi…

## Cselekmény
| Figyelem: Itt a 24 televíziós sorozat 6. évadjának cselekményét vagy a végkifejletet is olvashatod. |

20 hónappal azután, hogy Jack Bauert elrabolták a kínaiak, Amerika legjobb anti-terrorista ügynöke visszatér Los Angelesbe, a három hónappal korábban beiktatott új elnök, Wayne Palmer (a néhai David Palmer elnök öccse) ugyanis megegyezett a kínai vezetéssel kiadásáról. A hazatérés azonban nem a szabadságot jelenti Bauer számára. Az Amerikai Egyesült Államokat ekkorra már tizenegy hete tartja állandó rettegésben egy közel-keleti terrorista csoport, amely öngyilkos merényleteket hajt végre szerte az országban. A csoport egy tagja, akinek Jack múltjához is köze van, olyan információt ajánl fel a Terrorelhárításnak (CTU), amely az adott helyzetben mindennél többet ér. A terroristavezér, Hamri el-Assad tartózkodási helyét… Persze semmi sincs ingyen, s ezúttal az amerikai kormány súlyos árat kénytelen fizetni: Abu Fayed ugyanis Bauert követeli az információért cserébe. Palmer elnöknek nincs választása, így hát arra kéri Jacket, hogy a nemzet túlélése érdekében áldozza fel magát. A csaknem kétéves rabságot követően Jack elvesztette régi önmagát, s megváltásként gondol a halálra. Bár a hazája magára hagyta, nem tehet mást, minthogy vállalja az öngyilkos akciót.
A 24 hatodik évadában Jack Bauer talán utolsó, minden bizonnyal végzetes küldetésére indul. A halál torkában azonban olyan felfedezésre jut, amely mindent megváltoztathat: az USA túlélése immár nem a halálától függ, hanem az életben maradásától. Jacknek kevesebb mint 24 órája van, hogy ismét megmentse az országot a pusztulástól…

## Epizódlista
| EP# | Nyelv     | Cím                                       | Rendező(k)    | Forgatókönyvíró(k)                 | Első vetítés                       | Prod. kód |
| --- | --------- | ----------------------------------------- | ------------- | ---------------------------------- | ---------------------------------- | --------- |
| 1 | HUN · USA | 6 és 7 óra között 6:00 a.m.–7:00 a.m.     | Jon Cassar    | Howard Gordon                      | 2009. június 9. 2007. január 14.   | 6AFF01    |
| Az Egyesült Államok nagyvárosaiban hetek óta terrorcselekményeket hajtanak végre feltehetően arab öngyilkos merénylők. A titkosszolgálat információi szerint Hamri Al-Asszad áll a háttérben. Egy bizonyos Fajed nevű férfi kiadná Asszad tartózkodási helyét, ha cserébe megkapja Jack Bauert, hogy megölhesse, és bosszút álljon fivére halála miatt. Wayne Palmer elnök elintézi, hogy Kína visszaszállítsa Jacket, aki közel két éve egy kínai börtönben raboskodik. Jacket átadják Fajednek. Mielőtt megölné, Fajed elárulja neki, hogy nem Asszad áll a merényletek hátterében, sőt, Asszad azért érkezett az Egyesült Államokba, hogy megállítsa a terrorcselekményeket. |           |                                           |               |                                    |                                    |           |
| 2 | HUN · USA | 7 és 8 óra között 7:00 a.m.–8:00 a.m.     | Jon Cassar    | Manny Coto                         | 2009. június 10. 2007. január 14.  | 6AFF02    |
| Miután Jacknek sikerül megszöknie, megpróbálja megakadályozni a célzott légicsapást Asszad ellen, de senki nem hallgat rá ezért kimenekíti a férfit. Asszad beleegyezik, hogy segít Jacknek felkutatni Fajedet. Jack megakadályozza, hogy Fajed egyik embere öngyilkos merényletet hajtson végre a metrószerelvényen. Ahmed megöli Stant, amikor a férfi rátámad, de súlyos sérüléseket szerez a dulakodásban. Wayne húga, Sandra, megpróbálja megakadályozni, hogy az FBI ügynökei megsértsék az Iszlám-Amerikai Szövetség munkatársainak szabadságjogait. |           |                                           |               |                                    |                                    |           |
| 3 | HUN · USA | 8 és 9 óra között 8:00 a.m.–9:00 a.m.     | Brad Turner   | Evan Katz és David Fury            | 2009. június 11. 2007. január 15.  | 6AFF03    |
| Jack szándékosan karambolozik Fajed emberével, a helyszínre érkező Asszad pedig felajánlja, hogy elviszi kocsijával ahová kívánja. Így próbálnak eljutni Fajed rejtekhelyére. A sérült Ahmed túszul ejti Ray családját, és azt követeli a férfitól, hogy szerezzen meg neki egy csomagot. Az FBI nyomozását hátráltató Sandrát letartóztatják muszlim barátjával, Waliddal együtt. |           |                                           |               |                                    |                                    |           |
| 4 | HUN · USA | 9 és 10 óra között 9:00 a.m.–10:00 a.m.   | Brad Turner   | Robert Cochran                     | 2009. június 16. 2007. január 15.  | 6AFF04    |
| Jacknek feltűnik, hogy Curtis ellenségesen bánik Asszaddal, és megbízza Chloet, nézzen utána, van-e közös múltjuk. Ray megszerzi a csomagot, de Ahmed csak a feleségét hajlandó szabadon engedni, míg a férfi le nem szállítja Fajednek a szerkezetet. Az ideiglenes fogolytáborban Walid hallani véli, hogy az arab fogvatartottak a terrorcselekmények részleteiről beszélnek. Az elnök teljes büntetlenséget biztosít Asszadnak, amennyiben nyilvánosan békekötésre hívja fel a világ iszlám szervezeteit. Curtis megpróbál végezni Asszaddal, így Jack kénytelen lelőni őt.                                                                                                 |           |                                           |               |                                    |                                    |           |
| 5 | HUN · USA | 10 és 11 óra között 10:00 a.m.-11:00 a.m. | Milan Cheylov | Joel Surnow és Michael Loceff      | 2009. június 17. 2007. január 22.  | 6AFF05    |
| Amikor a terroristák felrobbantották az atombombát Los Angeles külvárosában, Fajed mérnöke is meghalt, így a többi bomba detonátorának átprogramozására újabb szakembert kell keresnie. Sandrának nem tetszik, hogy az FBI bepoloskázza Walidot, és arra használják, hogy lebuktassa a feltehetően terrorista kapcsolatokkal rendelkező fogvatartottakat. Jack megdöbben, amikor kiderül, hogy apja cégének köze lehet a terroristákhoz. |           |                                           |               |                                    |                                    |           |
| 6 | HUN · USA | 11 és 12 óra között 11:00 a.m.-12:00 p.m. | Milan Cheylov | Joel Surnow és Michael Loceff      | 2009. június 18. 2007. január 29.  | 6AFF06    |
| Jack felkeresi öccsét, Graemet, és kiszedi belőle, hogy egyik alkalmazottjuk, Darren McCarthy játszotta a terroristák kezére az atombombákat, majd kényszeríti őt, hogy vigye el annak irodájába. Tom Lennox, akit már régóta zavar, hogy Karen Hayes nem hajlandó támogatni a javaslatait ezért lemondásra kényszeríti. Walid kémkedése balul sül el, lebukik és a fogva tartottak kis híján agyonverik. Közel-keleti származása miatt Nadia hatáskörét korlátozzák, ami jelentősen lassítja a munkáját. |           |                                           |               |                                    |                                    |           |
| 7 | HUN · USA | 12 és 13 óra között 12:00 p.m.-1:00 p.m.  | Jon Cassar    | Howard Gordon és Manny Coto        | 2009. június 23. 2007. február 5.  | 6AFF07    |
| Jack számára világossá válik, hogy öccse nyakig benne van az aznapi történésekben. Az elnök kormányülést hív össze, hogy megtárgyalják Tom Lennox javaslatait, melyek jelentősen korlátoznák az állampolgári szabadságjogokat. Morris rossz hírt kap a testvéréről, ezért azonnal elindul hozzá, de későn derül ki, hogy mindez pusztán csak csel volt, hogy kicsalják a Terrorelhárítás épületéből. McCarthy elrabolja, hogy elvigye Fajedhez, Morris ugyanis képes átprogramozni az atombombákat. |           |                                           |               |                                    |                                    |           |
| 8 | HUN · USA | 13 és 14 óra között 1:00 p.m.-2:00 p.m.   | Jon Cassar    | Evan Katz és David Fury            | 2009. június 24. 2007. február 12. | 6AFF08    |
| Fajed együttműködésre kényszeríti Morrist, Jack pedig mindent elkövet, hogy a terroristák tartózkodási helyére bukkanjon. Tom Lennox csalódott, amiért Wayne Palmer elnök nem támogatja a biztonsági intézkedések szigorítását. Helyettese, Reed, egy olyan lehetőséget villant fel előtte, melynek köszönhetően keresztülvihetőek lennének a javaslatai. Wayne nyomást gyakorol Asszadra, hogy nyilvánosan álljon ki a terrorizmus ellen. |           |                                           |               |                                    |                                    |           |
| 9 | HUN · USA | 14 és 15 óra között 2:00 p.m.-3:00 p.m.   | Brad Turner   | Adam Fierro                        | 2009. június 25. 2007. február 12. | 6AFF09    |
| Fajed elmenekül Jack kommandójának rajtaütése előtt, és magával viszi azt a berendezést is, amellyel bármikor élesítheti a táska-atombombákat. Mindeközben az elnöki stábból többen arra készülnek, hogy az alelnöknek játsszák át a hatalmat. Jacket bűntudat gyötri megkínzott testvére halála miatt, mivel ekkor még nem is sejti, hogy Graham halála nem az ő, hanem az apja lelkén szárad. Ezalatt Jack apja tovább dolgozik azon, hogy eltüntesse a nyomokat, amelyek őt a terrorakciókat a háttérből szervező orosz Gredenkóval kötnék össze. A mindenre elszánt férfi még arra is képes, hogy saját unokája és menye életét is kockára tegye.                           |           |                                           |               |                                    |                                    |           |
| 10 | HUN · USA | 15 és 16 óra között 3:00 p.m.-4:00 p.m.   | Brad Turner   | Howard Gordon és Evan Katz         | 2009. június 30. 2007. február 19. | 6AFF10    |
| Miután Jack rájön, hogy Marilyn félrevezette, a nő pedig bevallja, hogy Philip a fia, Josh életével zsarolja. Jack Marilyn segítségével próbál apja nyomára bukkanni. Morrist nagyon megviseli, hogy engedett az erőszaknak, és segített a terroristáknak működőképessé tenni a további atombombákat. A nagy nyomás alatt már-már újra az alkoholhoz nyúl. Milo eközben taktikai bevetésen megsérül. Lennox nehéz döntés elé kényszerül. |           |                                           |               |                                    |                                    |           |
| 11 | HUN · USA | 16 és 17 óra között 4:00 p.m.-5:00 p.m.   | Tim Iacofano  | Manny Coto                         | 2009. július 1. 2010. február 26.  | 6AFF11    |
| Lennox hiába is próbál szabadulni, nem tudja megakadályozni, hogy Reed és társa merényletet kövessenek el az elnök ellen, miközben éppen Asszaddal készül beszédet mondani. Jack találkozik Loan egykori elnökkel, aki arról számol be neki, hogy az orosz konzulátuson van valaki, aki Gredenko nyomára vezethet. |           |                                           |               |                                    |                                    |           |
| 12 | HUN · USA | 17 és 18 óra között 5:00 p.m.-6:00 p.m.   | Tim Iacofano  | Evan Katz és David Fury            | 2009. július 2. 2007. március 5.   | 6AFF12    |
| A súlyos sérüléseket szenvedett Palmer elnököt mesterséges kómában tartják. Daniels alelnök veszi át az elnöki jogkört, és első lépésként biztonsági szigorításokat vezet be. Lennox megnevezi a merényletért felelős személyeket. A merénylet hírére Karen visszatér, hogy továbbra is nemzetbiztonsági tanácsadóként segítse a kabinet munkáját. Jack és Logan ellátogatnak az orosz konzulátusra. |           |                                           |               |                                    |                                    |           |
| 13 | HUN · USA | 18 és 19 óra között 6:00 p.m.-7:00 p.m.   | Jon Cassar    | Joel Surnow és Michael Loceff      | 2009. július 7. 2007. március 12.  | 6AFF13    |
| Miközben Jack az orosz konzulátuson bujkál az őrök elől, Buchanan Mike Doyle ügynököt küldi oda, hogy kimenekítse Jacket, és elfogja Markov főkonzult. Logan felkeresi volt feleségét, Marthát, hogy segítsen elsimítani a diplomáciai incidenst. Gredenko egy újabb célpontot szemel ki, Daniels alelnök pedig nukleáris csapással fenyeget egy arab országot. |           |                                           |               |                                    |                                    |           |
| 14 | HUN · USA | 19 és 20 óra között 7:00 p.m.-8:00 p.m.   | Jon Cassar    | Howard Gordon és Evan Katz         | 2009. július 8. 2007. március 19.  | 6AFF14    |
| Gredenko és Fajed egy robotrepülőt indítanak útnak az egyik bombával. A terrorelhárításnál úgy tűnik, tégla van az ügynökök között, a terroristák ugyanis minden ellenlépésükről értesülnek. Nadiát árulással vádolják. Karen és Lennox megdöbbenve látják, hogy az alelnök atomtámadásra készül. |           |                                           |               |                                    |                                    |           |
| 15 | HUN · USA | 20 és 21 óra között 8:00 p.m.-9:00 p.m.   | Brad Turner   | Howard Gordon és Manny Coto        | 2009. július 9. 2007. március 26.  | 6AFF15    |
| Karen ráveszi Sandrát, hogy adjon engedély Wayne kómából való felébresztésére. Noha az orvosok nem javasolják, a kétségbeejtő helyzetre való tekintettel Sandra ezt megengedi. Doyle bizonyítékot talál arra, hogy Nadia ártatlan, csak valaki a tudta nélkül feltörte a rendszerét. Jack eljut két testvérhez, akik feltehetően elvezethetik Gredenkóhoz. |           |                                           |               |                                    |                                    |           |
| 16 | HUN · USA | 21 és 22 óra között 9:00 p.m.-10:00 p.m.  | Brad Turner   | Robert Cochran és Evan Katz        | 2009. július 14. 2007. április 2.  | 6AFF16    |
| A mesterséges kómából felébresztett Wayne igyekszik erősnek mutatni magát, ezért nagy mennyiségű adrenalin injekciót adat be magának, noha az orvosa figyelmezteti, hogy életveszélyes lehet számára. Wayne mindenáron meg akarja akadályozni, hogy Daniels alelnök atomháborút robbantson ki. Jack kényszeríti Gredenkót, hogy találkozót beszéljen meg Fajeddel. Gredenko karjába jeladót ültetnek be, hogy ne tűnhessen el… |           |                                           |               |                                    |                                    |           |
| 17 | HUN · USA | 22 és 23 óra között 10:00 p.m.-11:00 p.m. | Bryan Spicer  | David Fury                         | 2009. július 15. 2007. április 9.  | 6AFF17    |
| Wayne egy trükkel ráveszi az arab országot az együttműködésre. Jacknek sikerül elfognia Fajedet, azonban vallatása során nem tudja megtörni. Doyle-lal kifőznek egy tervet, melynek során közel-keleti származású ügynökök úgy tesznek, mintha kiszabadítanák Fajedet. A terrorista azonban gyanút fog. |           |                                           |               |                                    |                                    |           |
| 18 | HUN · USA | 23 és 24 óra között 11:00 p.m.-12:00 a.m. | Bryan Spicer  | Matt Michnovetz és Nicole Ranadive | 2009. július 16. 2007. április 16. | 6AFF18    |
| Cheng, a kínai kormány ügynöke cserét ajánl Jacknek. A bombák vezérlő egységét kéri cserébe Audrey életéért. A vezérlő egység algoritmusa azonban hozzáférést adna Kínának a teljes orosz védelmi rendszerhez, ezért kevés a valószínűsége annak, hogy a terrorelhárítás segítségére számíthasson. Doyle rajtakapja Jacket, amint ki akarja szerelni az egységet, és őrizetbe veszi. |           |                                           |               |                                    |                                    |           |
| 19 | HUN · USA | 0 és 1 óra között 12:00 a.m.-1:00 a.m.    | Brad Turner   | Joel Surnow és Michael Loceff      | 2009. július 21. 2007. április 23. | 6AFF19    |
| Jack Palmer elnöktől kért engedélyt arra, hogy végrehajthassa a kínaiak által ajánlott cserét. Az elnök állapota azonban rosszra fordul, újra kómába esik, így Daniels alelnök kerül ismét a székébe, aki határozottan megtiltja a cserét. |           |                                           |               |                                    |                                    |           |
| 20 | HUN · USA | 1 és 2 óra között 1:00 a.m.-2:00 a.m.     | Brad Turner   | Howard Gordon és Evan Katz         | 2009. július 22. 2007. április 30. | 6AFF20    |
| Nadia, a Terrorelhárítás ideiglenesen megbízott vezetője olyan vallatási technikát engedélyez, ami veszélybe sodorhatja Audrey életét. Doyle nem helyesli a döntést, ezért segít Jacknek megszökni. Daniels alelnök rájön, hogy tégla van a Fehér Házban, mert az orosz elnök szinte minden történésről tudomást szerez. |           |                                           |               |                                    |                                    |           |
| 21 | HUN · USA | 2 és 3 óra között 2:00 a.m.-3:00 a.m.     | Bryan Spicer  | Manny Coto                         | 2009. július 23. 2007. május 7.    | 6AFF21    |
| Lisa Miller – Tom Lennox és Noah Daniels alelnök jelenlétében – felhívja barátját, az oroszoknak kémkedő Mark Bishopot. Úgy tervezik, a találkozás alkalmával Lisa őrizetlenül hagyja majd a zsebszámítógépét, amelyen hamis adatokat helyeztek el, így akarják csapdába csalni Bishopot. A kínai hírszerzés ügynékének, Csengnek az emberei a csatornahálózaton keresztül behatolnak a terrorelhárítás épületébe, hogy megszerezzék az orosz atombombák „jelkulcsát”. |           |                                           |               |                                    |                                    |           |
| 22 | HUN · USA | 3 és 4 óra között 3:00 a.m.-4:00 a.m.     |               | és                                 | 2009. július 28. 2007. május 14.   |           |
| _ |           |                                           |               |                                    |                                    |           |
| 23 | HUN · USA | 4 és 5 óra között 4:00 a.m.-5:00 a.m.     |               | és                                 | 2009. július 29. 2007. május 21.   |           |
| _ |           |                                           |               |                                    |                                    |           |
| 24 | HUN · USA | 5 és 6 óra között 5:00 a.m.-6:00 a.m.     |               | és                                 | 2009. július 30. 2007. május 21.   |           |
| – |           |                                           |               |                                    |                                    |           |

|  | Itt a vége a cselekmény részletezésének! |

Megjegyzés: a produkciós kódok a TV.com Archiválva 2019. május 20-i dátummal a Wayback Machine-ben honlapjáról származnak.